# Sistemas de Comunicaciones Móviles
El sector de las comunicaciones móviles ha experimentado cambios significativos en los últimos años. Con el desarrollo e implantación de las tecnologías móviles como 3G y 4G, se ha abierto la puerta a la banda ancha móvil, permitiendo a los usuarios acceder a cualquier contenido desde dispositivos como smartphones, tabletas y tarjetas SIM para ordenadores. Esto ha llevado a un aumento en el consumo de datos móviles, con un crecimiento notable de nuevos canales de comunicación como WhatsApp, Skype y Twitter. Ahora, los usuarios pueden acceder a contenido en cualquier momento, lugar y dispositivo compatible.
Las comunicaciones móviles se refieren a enlaces de radiocomunicación entre dos terminales, donde al menos uno está en movimiento o en una ubicación indeterminada. El otro terminal puede ser fijo, como una estación base. Diversas clasificaciones se pueden utilizar para los sistemas de comunicaciones móviles. Una de ellas se basa en la capacidad de comunicación en uno o ambos sentidos:
- Sistemas simplex: La transmisión ocurre en un único sentido, desde el emisor hacia el receptor, sin un canal de retorno.
- Sistemas semi-dúplex: La transmisión y la recepción se realizan secuencialmente en un sentido cada vez.
- Sistemas dúplex: Ambos terminales pueden transmitir y recibir simultáneamente, lo que permite una conversación sin interrupciones.

Dado que tanto el emisor como el receptor pueden estar en movimiento, las comunicaciones móviles no pueden utilizar cables para la conexión. En cambio, se utilizan principalmente comunicaciones vía radio para establecer la conexión entre los extremos de la comunicación.

## Sistemas de comunicaciones móviles
- PMR

Sistema PMR proviene de “Private Mobile Radio”, este sistema utiliza una técnica llamada de concentración de enlaces (trunking), la cual puede describirse como la conmutación automática de algunos canales en un sistema repetidor multicanal. Son redes de radiocomunicaciones privadas que usan los móviles que llevan esta tecnología y no se conectan con las redes públicas. El sistema PMR son redes para grupos cerrados de usuarios, estas redes son de gran utilidad puesto que nos facilitan que los terminales dentro de un entorno se conecten al centro de control, y luego este la distribuye de las siguientes maneras: a estación a través de la estación base, fijos mediante línea telefónica.
PMR es una red que funciona en un canal abierto esto quiere decir que desde un despacho los mensajes son recibidos por todos los terminales conectados al canal (por despacho entendemos el intercambio de órdenes y confirmaciones entre el controlador y los móviles (terminal) que se encuentran en los extremos). El sistema PMR destaca la cobertura (en celdas del orden de 10 km), el acceso es más rápido entre los terminales y el despacho, las llamadas son de corta duración. Las aplicaciones de PMR gestionan las radiocomunicaciones en flotas que brindan servicios tales como seguridad, bomberos, taxis, etc.

## 2.2.-Sistemas Troncales (trunking)
Este sistema es la evolución de PMR, nace de la necesidad de mejorar el uso de la restricción de canales radioeléctricos disponibles, se desarrolló en la década de los 80. En la distribución de frecuencias a varios grupos de usuarios ya sean estas de servicio público, se presentaban casos en los que el uso real de la frecuencia asignada estaba muy por debajo de lo normal, provocando un bajo rendimiento de un recurso natural escaso, y por lo tanto una pérdida de capacidad de comunicación.
El sistema trunking trata de utilizar pocas frecuencias de una forma más eficiente, se decide que la frecuencia ya no pertenezca a un único grupo de usuarios, si no se disponen un poco de frecuencias portadoras para que estas puedan ser utilizadas otros grupos de usuarios. Trunking es un sistema de compartición de varias frecuencias radioeléctricas, de modo que ante una solicitud de comunicación de voz por parte de un terminal móvil, el sistema trunking le asignara un canal libre.El sistema trunking está identificado por la norma MPT1327 del Ministerio de Correos y Telecomunicaciones del Reino Unido desde el año 1988. Utiliza modulación FFSK con tonos de 1.800-1.200 Hz para la señalización en el canal de control, y la modulación de voz sigue siendo analógica en los canales de tráfico.

## Sistema Trunking P25 (Protocolo 25)
P25 es el acrónimo de Project 25 o APCO-25, desarrollado por TIA (Telecommunications Industry Association) y está apoyado por APCO (Association of Public-Safety Communications Oficials-International) utilizado ampliamente en el continente americano, concebido en 800 MHz con mayores potencias para equipos e infraestructura y de excelente rendimiento en grandes centros urbanos, su acceso es FDMA y tiene un ancho de banda de 12,5 kHz, con lo cual se podría utilizar dos canales en 25 kHz (con la condición que sean sitios no adyacentes) y en su Fase 2, en cada canal de 2,5 kHz se aplica TDMA para 2 canales virtuales, teniendo en Fase 2 la misma eiciencia espectral que el TETRA. 
La última tendencia, en virtud de la amplia utilización del video en seguridad pública, es complementar el P-25 (para voz y datos de baja velocidad) con LTE (para transmisión y recepción de video y datos en altísimas velocidades) pudiendo este sistema mixto conectarse a radiobases LTE propias en las grandes urbes y realizar roamming en sistemas LTE comerciales (gastos eventuales) cuando un equipo de este tipo sale fuera de su área de cobertura habitual. 

## Sistema TETRA
- Artículo principal TETRA

Sistema TETRA de “Terrestrial Trunked Radio”, es la evolución natural de trunking analógico, surge la red trunking digital, donde deja de lado la modulación analógica 
y se introduce al mundo de la modulación digital, tanto para voz como para datos. Con este sistema aprovechamos el recurso limitando de frecuencia disponible, puesto que en un solo canal de RF (frecuencia ascendente y descendente) pueden obtenerse hasta cuatro comunicaciones de voz, esto se da gracias a la técnica TDMA (Time Division Multiple Access).
Tetra es un estándar europeo para poder combinar varios modos de redes, sistemas y servicios. Se considera un sistema de concentración de enlaces de transmisión funcionando con tecnología digital de acceso y transmisión. Los servicios que ofrece TETRA son los siguientes: Modo circuito para datos protegidos, modo circuito para datos sin protección, modo circuito para datos fuertemente protegidos, modo IP, llamada individual, llamada de grupo cerrado de usuarios, entre otros.

## 3.1.- Sistema GSM (2G)
GSM viene de “Global System for Mobile Communications” (Sistema Global de comunicaciones Móviles), GSM es un sistema de telefonía netamente digital, originalmente se definió como un estándar europeo abierto para redes de teléfonos móviles digitales que soportan voz, mensajes de texto, datos y roaming. GSM corresponde a la segunda generación (2G) más importante del globo terrestre. El sistema GSM utiliza una variación de acceso múltiple por división de tiempo (TDMA), esto quiere decir que a cada usuario se le asigna un intervalo temporal denominado “slot”, en el que su información, normalmente es de voz. Posteriormente en la estación se procesa para formar una única corriente de información, GSM y es el que más se llegó a utilizar entre las tres tecnologías de telefonía móvil (TDMA, GSM y CDMA), este sistema opera a cualquiera de los 900MHz o 1800Mhz de banda de frecuencia.

## 3.2.- Sistema GPRS (2.5G)
GPRS que viene de “Global Packet Radio System”. Es la evolución del sistema GSM, permite a las redes celulares una mayor velocidad y ancho de banda sobre el GSM. GPRS es un equivalente de ADSL para un teléfono móvil, considerado de la generación 2.5. Este sistema permite una conexión de alta velocidad y capacidad de datos y que está disponible para navegar páginas WAP, Wireless Application Protocol (protocolo de aplicaciones inalámbricas). El pago en los servicios que nos ofrece este sistema corresponde con la cantidad de datos que son descargados. GPRS también nos permiten navegar páginas a color y tomar parte en mensajes multimedia. La gran mayoría de teléfonos móviles que se lanzaron en el 2003 tiene acceso a la conexión GPRS. Se dice que este sistema fue un puente para pasar a la tecnología UMTS

## 3.3.- Sistema UMTS (3G)
UMTS que viene de “Universal Mobile Telecommunication System”, es un sistema de acceso múltiple por división de código de banda ancha (WCDMA), UMTS nació con el objetivo de ser un sistema multi-servicio y multi-velocidad, esto quiere decir que tiene suficiente flexibilidad para poder adaptarse a transmisiones de datos de diferentes velocidades y requisitos distintos, incluso permite a un usuario el acceso de diversas conexiones de distintos servicios simultáneamente. Por ejemplo, un usuario puede estar enviando un correo electrónico a la vez puede estar descargando archivos de la red, por supuesto que esto dependerá de los servicios que le brinda el operador.
UMTS tiene esta capacidad y flexibilidad que se debe a dos factores. El primero lo encontramos en el acrónimo de WCDMA. La letra W hace razón a Wideband que significa banda ancha, UMTS tienes una banda ancha de 5MHz, esto hace la posibilidad de transferir datos a velocidades de hasta 2Mbps, gracias a esta velocidad podemos acceder a servicios como televisión móvil, videoconferencias, servicios de mapas para la ubicación del usuario y otros.